# Omalodes seriatus
Omalodes seriatus är en skalbaggsart som beskrevs av Schmidt 1889. Omalodes seriatus ingår i släktet Omalodes och familjen stumpbaggar. Inga underarter finns listade i Catalogue of Life.